# Бастова Рудня
Бастова́ Ру́дня — село в Україні, у Барашівській сільській територіальній громаді Звягельського району Житомирської області. Кількість населення становить 287 осіб (2001). У 1925—54 роках — адміністративний центр однойменної сільської ради.

## Географія
Поряд із селом протікає річка Бастова. У селі є ставок площею водного дзеркала 14,10 га.

## Населення
За Географічним словником Королівства Польського, на початку 20 століття в селі проживали 191 мешканець, дворів — 30.
Станом на 1906 рік в слободі нараховувалося 27 дворів та 188 мешканців.
Кількість населення, станом на 1923 рік, становила 280 осіб, кількість дворів — 43.
Відповідно до результатів перепису населення СРСР, кількість населення, станом на 12 січня 1989 року, становила 297 осіб.
Станом на 5 грудня 2001 року, відповідно до перепису населення України, кількість мешканців села становила 287 осіб.

## Історія
На початку 20 століття — село Барашівської волості Житомирського повіту, за 83 версти від Житомира.
В 1906 році — слобода в складі Барашівської волості (1-го стану) Житомирського повіту Волинської губернії. Відстань до повітового та губернського центру, м. Житомир, становила 79 верст, до волосної управи, в с. Бараші — 4 версти. Найближче поштово-телеграфне відділення розташовувалось в містечку Горошки.
В березні 1921 року слобода, в складі Барашівської волості, увійшла до Коростенського повіту Волинської губернії. У 1923 році увійшла до складу новоствореної Барашівської сільської ради, котра, від 7 березня 1923 року, включена до складу новоутвореного Барашівського району Коростенської округи. Відстань до районного центру та центру сільської ради, с. Бараші, становила 4 версти. 26 березня 1925 року увійшла до складу новоствореної Бастово-Руднянської сільської ради Барашівського району.
В період загострення комуно-сталінских репресій в 30-і роки минулого століття проти українського селянста каральними органами НКВС було безпідставно заарештовано і позбавлено волі на різні терміни 27 мешканців села, з яких 14 чол. розстріляно. Нині всі постраждалі від тоталітарного режиму реабілітовані.
Станом на 1 вересня 1946 року, в довіднику адміністративно-територіального устрою УРСР, показана як село Бастово-Руднянської сільської ради Барашівського району Житомирської області. 11 серпня 1954 року, внаслідок ліквідації Бастово-Руднянської сільської ради, село передане до складу Неділищенської сільської ради Барашівського району. Разом з радою, 30 грудня 1962 року, увійшло до складу Ємільчинського району Житомирської області.
23 липня 1991 року, відповідно до постанови Кабінету Міністрів Української РСР № 106 «Про організацію виконання постанов Верховної Ради Української РСР…», село віднесене до зони гарантованого добровільного відселення (третя зона) внаслідок аварії на Чорнобильській АЕС.
28 липня 2016 року увійшло до складу Барашівської сільської територіальної громади Ємільчинського району Житомирської області. Від 19 липня 2020 року, разом з громадою, в складі новоствореного Новоград-Волинського району Житомирської області.

## Відомі люди
- Галицька Сабіна Станіславівна (1994—2018) — старша медсестра приймально-сортувального відділення медичної роти 10-ї ОГШБр Збройних сил України.